# Калачинский район
Кала́чинский райо́н — административно-территориальная единица (район) и муниципальное образование (муниципальный район) на юго-востоке Омской области России.
Административный центр — город Калачинск.

## География
Площадь района — 2 800 км².
По территории района с востока на запад протекает река Омь, являющейся одним из значительных правых притоков реки Иртыш.

## История
Район образован в мае 1925 года путём преобразования Калачинской укрупнённой волости Калачинского уезда Омской губернии. Район вошёл в состав Омского округа Сибирского края.
В июне 1925 года город Калачинск преобразован в село.
В течение 1925 года из Антоновского сельского совета выделен Пугачёвский. Из Локтинского сельского совета выделен Глухониколаевский. Из Стародубского сельского совета был выделен Архангельский. Из Куликовского сельского совета выделен Архиповский. Из Тургеневского сельского совета выделен Воскресенский. Из Кибер-Спасского сельского совета выделен Чулинский. Чулинский сельский совет переименован в Лоточный. Из Ивановского сельского совета выделен Ковалёвский. Из Кочковатского и Павловского сельских советов выделен Казанковский. Из Крутолучинского сельского совета выделен Кирьяновский. Из Большемитькинского сельского совета выделен Маломитькинский. Из Яснополянского сельского совета выделен Новосветский.
В 1925 году в районе насчитывалось 111 населённых пунктов, 43 сельских совета, 9530 хозяйств.
На 1926 год в районе насчитывалось: 43 сельский советов, 218 сельских населённых пунктов и 1 городское поселение, 10776 хозяйств.
1 октября 1926 года из Глуховского сельского совета выделен Петровский.
В июне 1929 года Пугачёвский сельский совет присоединён к Антоновскому и Большемитькинскому. Архиповский сельский совет присоединён к Куликовскому. Казанковский сельский совет присоединён к Кочковатовскому и Павловскому. Кирьяновский сельский совет присоединён к Крутолучинскому. Миргородский сельский совет присоединён к Николаевскому. Маломитькинский сельский совет присоединён к Большемитькинскому. Новосветский сельский совет присоединён к Яснополянскому.
В июле 1929 года из ликвидированного Крестинского района было передано 14 сельских советов (Алексеевский, Власовский, Камышинский, Кирилловский, Крестинский, Любимовский, Любчинский, Мариновский, Пресновский, Репинский, Рождественский, Стеклянский, Чистовский, Язовский). Из ликвидированного Ачаирского района было передано 3 сельских советов (Беловский, Великорусский, Семёновский).
В июне 1930 года Лоточный сельский совет присоединён к Иконниковскому сельскому совету Иконниковского района.
В июле 1930 года район передаётся из ликвидированного Сибирского края в Западно-Сибирский край. Ликвидирован Омский округ. Район передаётся в прямое подчинение краю.
На 1 января 1931 года в районе насчитывался 61 сельский совет, 177 населённых пунктов. Площадь составляла 5960 квадратных километров. Расстояние до центра края 549 километров. Ближайшая железнодорожная станция здесь. Население района составляло 90420 человек.
В период 1931—1933 годов существенно изменено деление района. Алексеевский сельский совет присоединён к Язовскому. Антоновский сельский совет присоединён к Соловецкому. К Локтинскому сельскому совету присоединён Глухониколаевский и часть Медвежьегривского. Антоновский и часть Медвежьегривского сельских советов присоединены к Соловецкому. Стародубовский сельский совет присоединён к Архангельскому. Беловский сельский совет присоединён к Михайловскому. Благовещинский сельский совет присоединён к Царицынскому. Семёновский сельский совет присоединён к Великорусскому. Власовский, Кирилловский, Рождественский сельские советы присоединены к Любимовскому. Воскресенский сельский совет присоединён к Тургеневскому. Петровский сельский совет присоединён к Глуховскому. Ковалёвский, Львовский сельские советы присоединены к Ивановскому. Кочковатовский сельский совет присоединён к Павловскому. Мариновский сельский совет присоединён к Крестинскому. Таволжанский сельский совет присоединён к Яснополянскому. Кирсановский сельский совет присоединён к Пресновскому. Любчинский сельский совет присоединён к Сергеевскому. Из Стекляннского и Репинского сельских советов образован Ермоловский.
В 1931 году территория района составляла 6302 квадратных километров. Насчитывается 60 сельских советов, 177 населённых пунктов. Действует совхоз № 83 «Осокинский» Птицетреста. Имеется 3 МТС (Калачинская обслуживающая 16 колхозов, Оконешниковская обслуживающая 22 колхоза, межрайонная Ивановская обслуживающая 32 колхоза, а также Татарский район). Часть колхозов обслуживает Кормиловская МТС Омского района. Крупная промышленность представлена:
- Мельница Запсибхлебживсоюза на станции Калачинская;
- Мельница Райсибхлебсоюза в селе Оконешниково.

В мелкой промышленности развита пимокатная, швейная, сапожная, по ремонту сельскохозяйственного инвентаря и орудий. Действует в районе 7 маслозаводов (1 механизированный, 4 конноприводных). Социальная сфера: 117 школ I ступени, 8 ШКМ, 1 заводская семилетка, 1 колхозный университет, 1 школа совхозуча, 9 библиотек, 11 изб-читален, 1 врачебный участок (6 кроватей, 17 лиц медперсонала), 3 фельдшерских пункта, 1 больница (25 коек), 1 амбулатория (3 приёма, 5 врачей, 9 лиц медперсонала).
В районе издавалась колхозная газета «Колхозник» выходящая 6 раз в месяц, средний тираж 3300 экземпляров, общее число подписчиков 2100.
На 15 февраля 1932 года в районе насчитывалось 7 МТФ, 10 ФВМ, 4 СТФ, 3 ОТФ.
В марте 1932 года из упразднённого Омского района было передано 7 сельских советов (Веселопривальский, Зотинский, Михайловский, Некрасовский, Новороссийский, Самаринский, Фоминовский).
В 1932 году организован совхоз «Нивинский» Зернотреста. Организована Крестинкая МТС.
В начале 1930-х годов Зотинский сельский совет переименован в Самаринский. Новороссийский сельский совет присоединён к Некрасовскому.
В 1932—1934 годах Михайловский сельский совет переименован в Ефимовский с переносом центра из села Михайловка в село Ефимовка.
В апреле 1933 года в состав района переданы земли Маслосовхозов № 231 и № 233 из Иконниковского района, а земли Маслосовхозов № 253 и № 254 переданы в Татарский район. Из Татарского района переданы земли Новинского зерносовхоза.
В 1933—1934 годах Самаринский сельский совет присоединён к Зотинскому.
В декабре 1934 года район входит в образованную Омскую область.
В 1935 году в образованный Оконешниковский район было передано 10 сельских советов (Елизаветинский, Золотонивский, Николаевский, Крестинский, Любимовский, Оконешниковский, Пресновский, Сергеевский, Чистовский, Язовский). В образованный Изылбашский район было передано 4 сельских совета (Великорусский, Ермоловский, Камышинский, Павловский). В образованный Кормиловский район было передано 5 сельских советов (Ефимовский, Некрасовский, Самаринский, Фоминовский, Царицынский).
В 1936 году насчитывалось 120 населённых пунктов, 16 сельских советов (2 зырянских, 2 украинских, 1 эстонский), 64 колхоза, 1 молочно-мясной совхоз, 3 МТС, 51 начальная школа, 10 неполных средних школ, 2 средние школы, 22 клубных учреждения, 1 больница, 3 амбулатории. Площадь 2466 квадратных километра.
На 1 января 1938 года площадь района составляла 2500 квадратных километров, насчитывалось 16 сельских советов. Расстояние до центра области 79 километров.
В 1940 году в образованный Нижнеомский район было передано 2 сельских совета (Локтинский, Соловецкий).
К 1 января 1941 года в районе насчитывалось 14 сельских советов. Площадь района равнялась 2500 квадратных километров. Расстояние до центра области 79 километров. Ближайшая железнодорожная станция здесь.
В мае 1941 года село Калачинское преобразовано в рабочий посёлок. Калачинский сельский совет упразднён.
В 1945 году из Ивановского сельского совета выделен Львовский.
К 1 января 1947 года районе насчитывалось 13 сельских советов, 1 посёлок городского типа. Площадь района равнялась 2500 квадратных километров. Расстояние до центра области 79 километров. Ближайшая железнодорожная станция здесь.
В 1952 году рабочий посёлок Калачинск преобразован в город.
В мае 1954 года центр Яснополянского сельского совета перенесён из деревни Ясная Поляна в село Сорочино.
В июне 1954 года Архенгельский, Потанинский сельские советы присоединены к Куликовскому. Глуховский сельский совет присоединён к Тургеневскому и Яснополянскому. Крутолучинский сельский совет присоединён к Яснополянскому. Львовский сельский совет присоединён к Кабаньевскому.
В 1956 году были изменены границы некоторых сельских советов района.
В 1959 году Кибер-Спасский сельский совет переименован в Воскресенский с переносом центра из села Кибер-Спасское в село Воскресенка. Центр Яснополянского сельского совета перенесён из села Сорочино в село Ясная Поляна. Лагушинский сельский совет переименован в Осокинский с переносом центра из села Лагушино в село Осокино. Большемитькинский сельский совет переименован в Сорочинский с переносом центра из села Большемитькино в село Сорочино.
В 1962 году из ликвидированного Оконешниковского района было передано 8 сельских советов (Андреевский, Золотонивский, Красовский, Крестинский, Любимовский, Оконешниковский, Павловский, Чистовский). Из ликвидированного Кормиловского района был передан Царицынский сельский совет. Из Черлакского района был передан Благовещинский сельский совет.
В 1964 году изменена граница между некоторыми сельскими советами районов.
В январе 1965 года из Черлакского района было передано 2 сельских совета (Великорусский, Ермоловский). Из Горьковского района был передан Глухониколаевский сельский совет. Из Омского района были переданы Борчанский, Зотинский сельские советы и Кормиловский поселковый совет. Из Нижнеомского района был передан Соловецкий сельский совет.
В июле 1965 года Павловский сельский совет переименован в Сергеевский с переносом центра из села Павловка в село Сергеевка.
В ноябре 1965 года в образованный Оконешниковский район было передано 8 сельских советов (Андреевский, Золотонивский, Красовский, Крестинский, Любимовский, Оконешниковский, Сергеевский, Чистовский). В образованный Нижнеомский район было передано 2 сельских совета (Глухониколаевский, Соловецкий). В образованный Кормиловский район были переданы Борчанский сельский совет и Кормиловский поселковый совет.
В 1967 году из Осокинского сельского совета выделен Лагушинский.
В 1970 году Староревельский сельский совет переименован в Орловский с переносом центра из села Старый Ревель в село Орловка. Ермоловский сельский совет переименован в Репинский с переносом центра из села Ермоловка в село Репинка.
В июне 1972 года Благовещинский сельский совет присоединён к Великорусскому.
В декабре 1972 года Яснополянский сельский совет переименован в Новосветский с переносом центра из села Ясная Поляна в село Новый Свет.
В 1973 году Зотинский сельский совет переименован в Георгиевский с переносом центра из села Зотино в село Георгиевка.
В 1981 году Тургеневский сельский совет присоединён к Куликовскому.
В 1982 году изменена граница между некоторыми сельскими советами района.
В 1984 году из Новосветского сельского совета выделен Глуховский.
К 1987 году ближайшая железнодорожная станция в Калачинске. Имеется город областного подчинения. Расстояние до Омска 88 километров.
В 1989 году изменена граница между некоторыми сельскими советами района.
На 1 марта 1991 года в районе насчитывалось: 13 сельских советов, 1 город подчинённый Калачинского городскому совету, 54 населённых пункта в сельской местности. Территория района 2800 квадратных километров. Население района 47826 человек (25014 человек городское население). Действовало 6 совхозов («Великорусский», им. Куйбышева, «Куликовский», «Калачинский», «Ермолаевский», «Измайловский»), 7 колхозов (им. Карла Маркса, им. Калинина, им. Кирова, «Маяк», «Красное Знамя», «Победа», «Путь Ленина»), 2 Госплемптицезавода («Осокинский птицесовхоз», «Березовский»).
В 1993 году сельские советы преобразованы в сельскую администрацию.
В 1998 году Новосветская сельская администрация присоединена к Глуховской.
В 2004 году сельские администрации преобразованы в сельские округа.
На 1 января 2009 года в районе насчитывалось: 1 город областного подчинения, 54 сельских населённых пункта, 12 сельских округов.
В декабре 2009 года был утверждён герб района.

## Население
| 1926    | 1931    | 1939    | 1959    | 1970    | 1979    | 1989    |
| ------- | ------- | ------- | ------- | ------- | ------- | ------- |
| 55 319  | ↗93 792 | ↘43 502 | ↗44 609 | ↘27 004 | ↘24 165 | ↘22 812 |
| 2002    | 2009    | 2010    | 2011    | 2012    | 2013    | 2014    |
| ↘21 810 | ↗44 223 | ↘41 753 | ↘41 657 | ↘41 083 | ↘40 521 | ↘39 952 |
| 2015    | 2016    | 2017    | 2018    | 2019    | 2020    | 2021    |
| ↗39 996 | ↘39 836 | ↘39 767 | ↘39 621 | ↘39 098 | ↘38 854 | ↘37 138 |
| 2023    |         |         |         |         |         |         |
| ↘36 093 |         |         |         |         |         |         |

### Национальный состав
По Всероссийской переписи населения 2010 года
| Национальность  | Численность населения, чел. | Доля от населения |
| --------------- | --------------------------- | ----------------- |
| Казахи          | 340                         | 0,81              |
| Немцы           | 1066                        | 2,55              |
| Русские         | 37478                       | 89,76             |
| Татары          | 295                         | 0,71              |
| Украинцы        | 910                         | 2,18              |
| Эстонцы         | 393                         | 0,94              |
| Прочие нации    | 1271                        | 3,04              |
| Итого по району | 41753                       | 100,00            |

В 1925 году по похозяйственным книгам в районе насчитывалось 48336 человек.
По Всесоюзной переписи населения 17 декабря 1926 года в районе проживало 55353 человека (27233 м — 28121 ж). Крупные национальности: русские, белорусы, украинцы, эстонцы, латыши, немцы, зыряне, евреи, мордва, финны.
На 1 января 1931 года население района насчитывалось 93792 человека. Крупные национальности: русские 60,1 %, украинцы 27,9 %, эстонцы 3,2 %. Плотность населения 14,9 человек на 1 квадратный километр.

### Урбанизация
По Всесоюзной переписи населения 15 января 1959 года в районе проживало 44609 человек (20207 м — 24339 ж) из них 18987 городское население.
По Всесоюзной переписи населения 15-22 января 1970 года в районе проживало 27004 человека в сельской местности (12378 м — 14626 ж) и 20809 человек городское население (9567 м — 11242 ж).
По Всесоюзной переписи населения 17 января 1979 года в районе проживало 24165 человек в сельской местности (11305 м — 12860 ж) и 22414 человек городское население (10188 м — 12226 ж).
По Всесоюзной переписи населения 12-19 января 1989 года в районе проживало 22812 человек в сельской местности (10907 м — 11905 ж) и 25014 человек городское население (11621 м — 13393 ж).
По Всероссийской переписи населения 9 октября 2002 года в районе проживало 21810 человек в сельской местности (10329 м — 11481 ж) и 24247 человек городское население (10968 м — 13279 ж).
По Всероссийской переписи населения 14-25 октября 2010 года в районе проживало 18197 человек в сельской местности (8704 м — 9493 ж) в процентном отношении 47,8 % мужчин, 52,2 % женщин и 23556 человек городское население (10595 м — 12961 ж) в процентном отношении 45,0 % мужчин и 55,0 % женщин.
На 1 января 2023 года в городских условиях (город Калачинск) проживали 57,7 % населения района.

## Муниципально-территориальное устройство
В Калачинском районе 55 населённых пунктов в составе одного городского и 12 сельских поселений:
| №  | Городское и сельские поселения   | Административный центр | Количество населённых пунктов | Население | Площадь, км2 |
| -- | -------------------------------- | ---------------------- | ----------------------------- | --------- | ------------ |
| 1  | Калачинское городское поселение  | город Калачинск        | 1                             | ↘20 825   | 25,13        |
| 2  | Великорусское сельское поселение | село Великорусское     | 4                             | ↘755      | 295,98       |
| 3  | Воскресенское сельское поселение | село Воскресенка       | 5                             | ↘2463     | 389,10       |
| 4  | Глуховское сельское поселение    | село Глуховка          | 9                             | ↘1744     | 269,89       |
| 5  | Ивановское сельское поселение    | село Ивановка          | 6                             | ↘1251     | 127,79       |
| 6  | Кабаньевское сельское поселение  | село Кабанье           | 2                             | ↘638      | 252,26       |
| 7  | Куликовское сельское поселение   | село Куликово          | 8                             | ↘1973     | 235,44       |
| 8  | Лагушинское сельское поселение   | село Лагушино          | 2                             | ↘591      | 120,41       |
| 9  | Орловское сельское поселение     | село Орловка           | 4                             | ↘649      | 174,01       |
| 10 | Осокинское сельское поселение    | село Осокино           | 2                             | ↘1759     | 211,70       |
| 11 | Репинское сельское поселение     | село Репинка           | 4                             | ↘1238     | 272,51       |
| 12 | Сорочинское сельское поселение   | село Сорочино          | 6                             | ↘1627     | 364,50       |
| 13 | Царицынское сельское поселение   | село Царицыно          | 2                             | ↘580      | 101,52       |

| №  | Населённый пункт | Тип                                | Население | Муниципальное образование        |
| -- | ---------------- | ---------------------------------- | --------- | -------------------------------- |
| 1  | 2783 км          | железнодорожный остановочный пункт | ↗20       | Куликовское сельское поселение   |
| 2  | 2786 км          | железнодорожный остановочный пункт | ↗14       | Куликовское сельское поселение   |
| 3  | 2797 км          | железнодорожный остановочный пункт | ↘13       | Глуховское сельское поселение    |
| 4  | 2801 км          | железнодорожный остановочный пункт | →0        | Глуховское сельское поселение    |
| 5  | 2812 км          | железнодорожный остановочный пункт | ↗21       | Глуховское сельское поселение    |
| 6  | 2826 км          | железнодорожный остановочный пункт | ↘3        | Ивановское сельское поселение    |
| 7  | Архангелка       | деревня                            | ↗216      | Куликовское сельское поселение   |
| 8  | Архиповка        | деревня                            | ↗17       | Куликовское сельское поселение   |
| 9  | Благовещенка     | деревня                            | ↘93       | Великорусское сельское поселение |
| 10 | Большемитькино   | деревня                            | ↘20       | Сорочинское сельское поселение   |
| 11 | Валерино         | станция                            | ↘117      | Глуховское сельское поселение    |
| 12 | Великорусское    | село                               | ↘627      | Великорусское сельское поселение |
| 13 | Воскресенка      | село                               | ↗2047     | Воскресенское сельское поселение |
| 14 | Воскресенка      | деревня                            | ↘224      | Репинское сельское поселение     |
| 15 | Глуховка         | село                               | ↘722      | Глуховское сельское поселение    |
| 16 | Горошино         | деревня                            | ↘76       | Царицынское сельское поселение   |
| 17 | Докучаевка       | деревня                            | ↘180      | Сорочинское сельское поселение   |
| 18 | Ермак            | деревня                            | ↘8        | Воскресенское сельское поселение |
| 19 | Ермолаевка       | деревня                            | ↘74       | Ивановское сельское поселение    |
| 20 | Ивановка         | село                               | ↘1101     | Ивановское сельское поселение    |
| 21 | Измайловка       | деревня                            | ↘125      | Сорочинское сельское поселение   |
| 22 | Илюшкино         | железнодорожный остановочный пункт | ↘46       | Ивановское сельское поселение    |
| 23 | Илюшкинская      | деревня                            | ↘8        | Ивановское сельское поселение    |
| 24 | Индейка          | посёлок                            | ↘738      | Осокинское сельское поселение    |
| 25 | Кабанье          | село                               | ↘656      | Кабаньевское сельское поселение  |
| 26 | Калачинск        | город                              | ↘20 825   | Калачинское городское поселение  |
| 27 | Кибер-Спасское   | деревня                            | ↘123      | Воскресенское сельское поселение |
| 28 | Кирьяновка       | деревня                            | ↘37       | Сорочинское сельское поселение   |
| 29 | Ковалево         | деревня                            | ↘401      | Ивановское сельское поселение    |
| 30 | Крутые Луки      | деревня                            | ↘83       | Глуховское сельское поселение    |
| 31 | Куликово         | деревня                            | ↘225      | Воскресенское сельское поселение |
| 32 | Куликово         | село                               | ↘1244     | Куликовское сельское поселение   |
| 33 | Лагушино         | село                               | ↘585      | Лагушинское сельское поселение   |
| 34 | Львовка          | деревня                            | ↘242      | Кабаньевское сельское поселение  |
| 35 | Новоградка       | деревня                            | ↘238      | Репинское сельское поселение     |
| 36 | Новое Село       | деревня                            | ↘210      | Куликовское сельское поселение   |
| 37 | Новый Ревель     | деревня                            | ↘250      | Орловское сельское поселение     |
| 38 | Новый Свет       | село                               | ↘556      | Глуховское сельское поселение    |
| 39 | Орловка          | село                               | ↘419      | Орловское сельское поселение     |
| 40 | Осокино          | железнодорожный остановочный пункт | ↗97       | Куликовское сельское поселение   |
| 41 | Осокино          | село                               | ↘1411     | Осокинское сельское поселение    |
| 42 | Петровка         | деревня                            | ↘299      | Сорочинское сельское поселение   |
| 43 | Репинка          | село                               | ↘759      | Репинское сельское поселение     |
| 44 | Розенталь        | деревня                            | ↘180      | Великорусское сельское поселение |
| 45 | Семеновка        | деревня                            | ↘304      | Великорусское сельское поселение |
| 46 | Сергеевка        | деревня                            | ↘46       | Лагушинское сельское поселение   |
| 47 | Сорочино         | село                               | ↘1342     | Сорочинское сельское поселение   |
| 48 | Старая Рига      | деревня                            | ↘7        | Орловское сельское поселение     |
| 49 | Стародубка       | деревня                            | ↘529      | Воскресенское сельское поселение |
| 50 | Старый Ревель    | деревня                            | ↘51       | Орловское сельское поселение     |
| 51 | Стеклянка        | деревня                            | ↘114      | Репинское сельское поселение     |
| 52 | Таволжанка       | деревня                            | ↘181      | Глуховское сельское поселение    |
| 53 | Тургеневка       | село                               | ↘434      | Куликовское сельское поселение   |
| 54 | Царицыно         | село                               | ↘608      | Царицынское сельское поселение   |
| 55 | Ясная Поляна     | деревня                            | ↘56       | Глуховское сельское поселение    |

### Упразднённые населённые пункты
Новостародубка, Маломитькино, Новый Быт, Макаркино, Новый Гельсингфорс, Гельсингфорс, Алексеевка, Громада, Потанино.

## Достопримечательности
Памятники истории, архитектуры, археологии и монументального искусства
- Братская могила борцов за власть советов, погибших в годы Гражданской войны 1918—1919, организована в 1933, городской сад город Калачинск
- Памятник воинам-землякам, погибшим в годы Великой Отечественной войны 1976, территория училища № 41 город Калачинск
- Памятник В. И. Ленину 1968, ул. Ленина город Калачинск
- Памятник Герою Советского Союза П. Е. Осьминину 1973, город Калачинск
- Здание школы, где учился Герой Советского Союза П. Е. Осьминин, ул. Калинина 16 город Калачинск[76]
- Мемориал воинам-землякам участникам Гражданской и Великой Отечественной войн 1985, центральная площадь город Калачинск[77]
- Церковь Свято-Покровская 1867, село Воскресенка[78]
- Здание школы, где работал учителем М. М. Смирнов, погибший от рук кулаков в годы коллективизации в 1928, село Куликово
- Курганная группа «Новый Свет», 1,3 км северо-восточнее деревни Новый Свет, левый берег реки Омь
- Курган «Таволжанка-2», 0,3 км юго-восточнее деревни Таволжанка, левый берег реки Омь
- Курган «Ясная Поляна-2», 0,25 км юго-западнее деревни Ясная Поляна, левый берег реки Омь
- Поселение «Крутые Луки-2» I тысячелетие н. э., 1,5 км юго-западнее деревни Крутые Луки, левый берег реки Омь
- Поселение «Таволжанка-1», 0,5 км севернее, северо-западнее окраины деревни Таволжанка, левый берег реки Омь
- Поселение «Ясная Поляна-1», 1,5 км юго-западнее деревни Ясная Поляна, левый берег реки Омь
- Поселение «Петровка-1», 1,7 км юго-западнее деревни Петровка, правый берег реки Омь
- Могильник курганный «Архиповка-1», 1,2 км юго-западнее деревни Архиповка, правый берег реки Омь, северо-восточная часть территории лагеря отдыха